# Angol labdarúgó-bajnokság (ötödosztály)
A National League, az angol labdarúgó-bajnokságok ötödosztálya, az 1979-1980-as szezonban kezdte meg működését amatőr csapatok részvételével. Az elmúlt években viszont a professzionalizmus szinte a liga teljes létszámánál teret nyert.

## Lebonyolítása
A bajnokság 24 csapata oda-visszavágós alapon mérkőzik mindegyik ellenfelével, majd a szezon végén az első helyezett automatikusan a negyedosztály tagjává válik, a második, harmadik, negyedik és ötödik helyezett pedig egy rájátszásban tovább mérkőzve dönti el a fennmaradó egyetlen helyet a felsőbb ligába. A rájátszás döntőjét minden alkalommal a Wembley Stadionban rendezik meg, figyelemre méltó érdeklődés mellett.
Az utolsó négy helyen végző csapat kiesik a National League Északi vagy Déli osztályába. A következő szezonban a bajnokság létszáma végül, a negyedosztálytól búcsúzó két kieső csapattal egészül ki.

## A 2016–2017-es szezon résztvevői

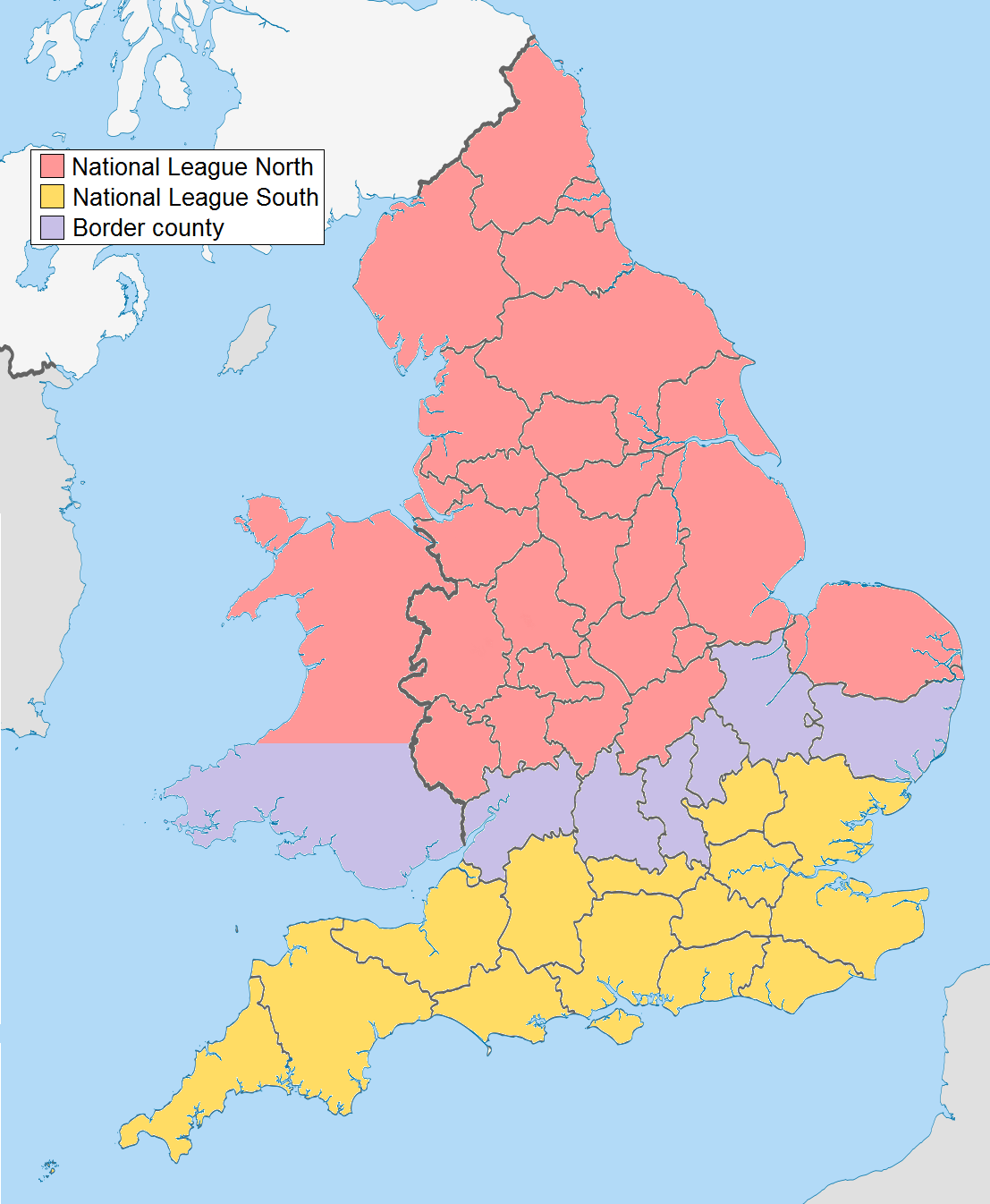
A National League területi felosztása

| Csapat               | Alapítás éve | Város         | Stadion                 | Kapacitás |
| -------------------- | ------------ | ------------- | ----------------------- | --------- |
| Aldershot Town       | 1992         | Aldershot     | EBB Stadion             | 7 100     |
| Barrow               | 1901         | Barrow        | Holker Street           | 5 000     |
| Boreham Wood         | 1948         | Borehamwood   | Meadow Park             | 4 502     |
| Braintree Town       | 1898         | Braintree     | Cressing Road           | 4 145     |
| Bromley              | 1892         | Bromley       | The Hayes Lane          | 6 000     |
| Chester              | 1885         | Chester       | Deva Stadion            | 6 000     |
| Dagenham & Redbridge | 1917         | Dagenham      | Victoria Road           | 6 078     |
| Dover Athletic       | 1983         | Dover         | Crabble Stadion         | 6 500     |
| Eastleigh            | 1946         | Eastleigh     | Silverlake Stadion      | 5 200     |
| Forest Green Rovers  | 1889         | Nailsworth    | The New Lawn            | 5 147     |
| Gateshead            | 1889         | Gateshead     | Gateshead International | 10 000    |
| Guiseley             | 1909         | Guiseley      | Nethermoor Park         | 3 000     |
| Lincoln City         | 1884         | Lincoln       | Sincil Bank             | 10 120    |
| Macclesfield Town    | 1874         | Macclesfield  | Moss Rose               | 6 355     |
| Maidstone United     | 1992         | Maidstone     | Gallagher Stadion       | 4 200     |
| North Ferriby United | 1934         | North Ferriby | Grange Lane             | 2 700     |
| Solihull Moors       | 2007         | Solihull      | Damson Park             | 3 050     |
| Southport            | 1881         | Southport     | Merseyrail Community    | 6 008     |
| Sutton United        | 1898         | Sutton        | Gander Green Lane       | 5 013     |
| Torquay              | 1899         | Torquay       | Plainmoor               | 6 500     |
| Tranmere Rovers      | 1884         | Birkenhead    | Prenton Park            | 16 789    |
| Woking               | 1889         | Woking        | Kingfield Stadion       | 6 036     |
| Wrexham              | 1864         | Wrexham       | Racecourse Ground       | 10 771    |
| York City            | 1908         | York          | Bootham Crescent        | 8 256     |

## Eddigi bajnokok és rájátszás győztesek
| Szezon  | Bajnok                 | Rájátszás győztese  |
| ------- | ---------------------- | ------------------- |
| 1979–80 | Altrincham             |                     |
| 1980–81 | Altrincham             |                     |
| 1981–82 | Runcorn                |                     |
| 1982–83 | Enfield                |                     |
| 1983–84 | Maidstone United       |                     |
| 1984–85 | Wealdstone             |                     |
| 1985–86 | Enfield                |                     |
| 1986–87 | Scarborough            |                     |
| 1987–88 | Lincoln City           |                     |
| 1988–89 | Maidstone United       |                     |
| 1989–90 | Darlington             |                     |
| 1990–91 | Barnet                 |                     |
| 1991–92 | Colchester United      |                     |
| 1992–93 | Wycombe Wanderers      |                     |
| 1993–94 | Kidderminster Harriers |                     |
| 1994–95 | Macclesfield Town      |                     |
| 1995–96 | Stevenage Borough      |                     |
| 1996–97 | Macclesfield Town      |                     |
| 1997–98 | Halifax Town           |                     |
| 1998–99 | Cheltenham Town        |                     |
| 1999–00 | Kidderminster Harriers |                     |
| 2000–01 | Rushden & Diamonds     |                     |
| 2001–02 | Boston United          |                     |
| 2002–03 | Yeovil Town            | Doncaster Rovers    |
| 2003–04 | Chester                | Shrewsbury Town     |
| 2004–05 | Barnet                 | Carlisle United     |
| 2005–06 | Accrington Stanley     | Hereford United     |
| 2006–07 | Dagenham & Redbridge   | Morecambe           |
| 2007–08 | Aldershot Town         | Exeter City         |
| 2008–09 | Burton Albion          | Torquay United      |
| 2009–10 | Stevenage Borough      | Oxford United       |
| 2010–11 | Crawley Town           | AFC Wimbledon       |
| 2011–12 | Fleetwood Town         | York City           |
| 2012–13 | Mansfield Town         | Newport County      |
| 2013–14 | Luton Town             | Cambridge United    |
| 2014–15 | Barnet                 | Bristol Rovers      |
| 2015–16 | Cheltenham Town        | Grimsby Town        |
| 2016–17 | Lincoln City           | Forest Green Rovers |
| 2017–18 | Macclesfield Town      | Tranmere Rovers     |